# Saprinus flexuosofasciatus
Saprinus flexuosofasciatus är en skalbaggsart som beskrevs av Victor Ivanovitsch Motschulsky 1845. Saprinus flexuosofasciatus ingår i släktet Saprinus och familjen stumpbaggar. Inga underarter finns listade i Catalogue of Life.